# La Mort d'un tueur
Pour plus de détails, voir Fiche technique et Distribution.
La Mort d'un tueur est un film français de Robert Hossein sorti en 1964.

## Synopsis
Pierre Massa revient à Nice après 5 ans de prison pour hold-up. Il retrouve ses amis et ils rendent visite à sa mère, qui lui apprend que sa sœur est partie avec Luciano, dont il est persuadé qu'il l'a trahi.

## Fiche technique
- Titre : La Mort d'un tueur
- Réalisation : Robert Hossein
- Scénario : Claude Desailly, Robert Hossein, Louis Martin, André Tabet et Georges Tabet
- Photographie : Jean Boffety
- Musique : André Hossein
- Montage : Marie-Sophie Dubus
- Décors : François de Lamothe
- Pays de production :  France |  Italie
- Durée : 80 minutes
- Date de sortie : France - 1er avril 1964
- Affiche : Jouineau Bourduge (France)

## Distribution
- Robert Hossein : Pierre Massa
- Marie-France Pisier : Maria / Claudia
- Simón Andreu : Luciano
- Jean Lefebvre : Tony
- Robert Dalban : Albert
- Arlette Merry : Gaby
- André Toscano : Flipper
- Maurice Jacquin Jr.[1] : le suiveur
- Roger Carel : Le patron du café
- Paul Préboist : Le coiffeur
- Serge Marquand : un malfrat autour du Vieux
- Willy Braque
- Henri Attal : un dur autour du Vieux
- Dominique Zardi : un dur autour du Vieux
- Sherry Young : la strip-teaseuse noire
- Stivie Danik : la strip-teaseuse blanche
- Lila Kedrova
- Roger Dutoit
- Natacha Koumianou